# Мохамед Елькхедр
Мохамед Елькхедр (22 лютого 1988) — суданський плавець.
Учасник Олімпійських Ігор 2012 року.